# Puchar Serbii i Czarnogóry w piłce siatkowej mężczyzn
Puchar Serbii i Czarnogóry w piłce siatkowej mężczyzn – cykliczne krajowe rozgrywki sportowe, organizowane corocznie przez Związek Piłki Siatkowej Serbii i Czarnogóry dla męskich klubów siatkarskich. Rozgrywki powstały po utworzeniu w 2003 roku państwa Serbia i Czarnogóra i przestały funkcjonować po sezonie 2005/2006 wraz z uzyskaniem przez Czarnogórę niepodległości.
Wcześniej w latach 1992–2002 rozgrywany był Puchar FR Jugosławii.

## Triumfatorzy

### Puchar Federalnej Republiki Jugosławii
| Sezon | Miejsce finału | Zdobywca pucharu                       | 2. miejsce                             | Wynik finału                            |
| ----- | -------------- | -------------------------------------- | -------------------------------------- | --------------------------------------- |
| 1992  | Nowy Sad       | Vojvodina Holding Š Nowy Sad           | Crvena zvezda Belgrad                  | rozgrywki grupowe                       |
| 1993  | Belgrad        | Crvena zvezda Belgrad                  | Vojvodina Union Internacional Nowy Sad | rozgrywki grupowe                       |
| 1994  | Aranđelovac    | Vojvodina Union Internacional Nowy Sad | Partizan Belgrad                       | 3:1 (8:15, 15:4, 15:0, 15:10)           |
| 1995  | Nowy Sad       | Vojvodina NIS RNS Nowy Sad             | Partizan Belgrad                       | 3:0 (15:10, 15:8, 15:3)                 |
| 1996  | Nowy Sad       | Vojvodina NIS RNS Nowy Sad             | Partizan Belgrad                       | 3:1 (12:15, 15:9, 15:1, 15:9)           |
| 1997  | Belgrad        | Crvena zvezda Belgrad                  | Partizan Belgrad                       | 3:2 (9:15, 13:15, 15:10, 15:4, 15:9)    |
| 1998  | Nowy Sad       | Vojvodina NIS RNS Nowy Sad             | Crvena zvezda Belgrad                  | 3:1 (15:12, 9:15, 15:5, 15:11)          |
| 1999  | Belgrad        | Crvena zvezda Galax Belgrad            | Budućnost Podgorička banka             | 3:2 (38:36, 28:26, 14:25, 23:25, 20:18) |
| 2000  | Nowy Sad       | Budućnost Podgorička banka             | Partizan Belgrad                       | 3:2 (16:25, 21:25, 25:15, 25:21, 17:15) |
| 2001  | Budva          | Budvanska Rivijera Budva               | Vojvodina Novolin Nowy Sad             | 3:1 (17:25, 25:15, 25:20, 25:21)        |
| 2002  | Budva          | Budvanska Rivijera Budva               | Budućnost Podgorička banka             | 3:0 (26:24, 25:18, 25:15)               |

### Puchar Serbii i Czarnogóry
| Sezon | Miejsce finału | Zdobywca pucharu           | 2. miejsce                 | Wynik finału                            |
| ----- | -------------- | -------------------------- | -------------------------- | --------------------------------------- |
| 2003  | Budva          | Vojvodina Novolin Nowy Sad | Crvena zvezda Belgrad      | 3:1 (23:25, 25:23, 25:19, 25:20)        |
| 2004  | Budva          | Vojvodina Novolin Nowy Sad | Budvanska Rivijera Budva   | 3:2 (25:18, 24:26, 25:19, 20:25, 15:10) |
| 2005  | Budva          | Vojvodina Novolin Nowy Sad | Budućnost Podgorička banka | 3:0 (25:21, 25:16, 25:23)               |